# Music from Before the Storm
Music from Before the Storm è il terzo album discografico del gruppo musicale britannico Daughter, realizzato come colonna sonora del videogioco Life Is Strange: Before the Storm e pubblicato il 1º settembre 2017 su etichetta discografica 4AD.

## Descrizione
Nel 2016 i Daughter vennero contattati dalla compagnia di videogiochi Deck Nine Games, per realizzare la colonna sonora di Life Is Strange: Before the Storm. L'album è composto da tredici tracce, di cui otto strumentali, ed è il primo lavoro della band realizzato come colonna sonora. Il gruppo ha dichiarato che la cosa che li ha principalmente attratti del videogioco è stata la sua protagonista, Chloe, definendola «un'eroina che li ha ispirati». La Tonra ha dichiarato di «non aver mai scritto nulla che riguardasse un'altra persona» e ha cercato di «entrare in sintonia con la protagonista, provando a identificare la sua vita e i suoi sentimenti».

## Tracce
Testi e musiche di Elena Tonra, Igor Haefeli, e Remi Aguilella.
1. Glass – 4:16
2. Burn It Down – 3:12
3. Flaws – 2:53
4. Hope – 4:23
5. The Right Way Around – 2:41
6. Witches – 3:06
7. Departure – 4:16
8. All I Wanted – 3:22
9. I Can't Live Here Anymore – 5:39
10. Dreams of William – 4:20
11. Improve – 2:02
12. Voices – 2:10
13. A Hole in the Earth – 4:42

Durata totale: 47:02

## Formazione
- Elena Tonra - lirica musicale, pianoforte, tastiera, basso elettrico, chitarra, voce, sintetizzatore
- Igor Haefeli - basso, sintetizzatore, pianoforte, tastiera, chitarra
- Remi Aguilella - batteria
- Ben Baptie - missaggio